# Zamach w Dniepropetrowsku (2012)
Zamach w Dniepropetrowsku – seria eksplozji w Dniepropetrowsku (obecnie Dniepr), która miała miejsce 27 kwietnia 2012 roku w godzinach południowych w pobliżu trzech przystanków tramwajowych na głównej ulicy miasta (ul. Karola Marksa).
Zamach w Dniepropetrowsku miał miejsce 40 dni przed rozpoczęciem Mistrzostw Europy w Piłce Nożnej rozgrywanych w Polsce i na Ukrainie. Po wybuchu pojawiły się obawy dotyczące bezpieczeństwa rozgrywek, chociaż żaden z meczów nie miał być rozgrywany w Dniepropetrowsku. UEFA odrzuciła propozycje przeniesienia z Ukrainy części meczów z przyczyn bezpieczeństwa. Hryhorij Surkis, prezydent Ukraińskiego Związku Piłki Nożnej nazwał zamach „próbą zdyskredytowania całego kraju w przededniu EURO 2012”. Donald Tusk powiedział, że „każdy zamach w naszym regionie jest czymś wyjątkowym”.

## Eksplozje
Wybuch pierwszej z czterech bomb domowej roboty miał miejsce około godziny 11:50, a ostatniej około 13:00. Bomby były umieszczone w koszach na śmieci przy przystankach tramwajowych tej samej linii.
- Pierwsza bomba, która wybuchła około 11:50 znajdowała się w koszu na śmieci na przystanku w pobliżu opery i eksplodowała, gdy tramwaj podjeżdżał na przystanek. Eksplozja raniła 13 osób i zniszczyła szyby tramwaju oraz pobliskiego samochodu.
- Druga bomba eksplodowała 30 minut później w koszu na śmieci w pobliżu kina Rodina raniąc 11 osób, w tym dziewięcioro dzieci.
- Trzecia bomba eksplodowała krótko po drugiej przy placu Ostrowskiego raniąc trzy osoby.
- Czwarta bomba eksplodowała na tym samym przystanku, co pierwsza, nie raniąc nikogo.

Tuż po eksplozjach ukraińskie władze zablokowały sygnał telefonii komórkowej w niektórych częściach miasta w obawie, że bomby mogły zostać odpalone przez telefon komórkowy.
Na forum lokalnego portalu internetowego gorod.dp.ua jeszcze w trakcie trwania zamachu pojawiły się informacje o rzekomych innych wybuchach w całym mieście. Część z nich opisywały prawdziwe wydarzenia, większość była rezultatem psychozy która zapanowała po zamachu.